# Saint-Eugène, Aisne

Saint-Eugène este o comună în departamentul Aisne din nordul Franței. În 1 ianuarie 2022 avea o populație de 234 de locuitori.